# Wendy Houvenaghel
Wendy Houvenaghel (Magherafelt, Irlanda del Nord, 27 de novembre de 1974) és una ciclista britànica especialista en persecució. Campiona del món tres cops, va aconseguir una medalla de plata als Jocs Olímpics de Pequín.

## Palmarès en pista
- 2005
  -  Campiona nacional en Persecució
- 2007
  -  Campiona nacional en Persecució
- 2008
  -  Medalla de plata als Jocs Olímpics de Pequín en Persecució per equips
  -  Campiona del món de persecució per equips (amb Joanna Rowsell i Rebecca Romero)
- 2009
  -  Campiona del món de persecució per equips (amb Joanna Rowsell i Elizabeth Armitstead)
- 2010
  -  Campiona d'Europa en Persecució per equips (amb Katie Colclough i Laura Trott)
  -  Campiona nacional en Persecució
- 2011
  -  Campiona del món de persecució per equips (amb Laura Trott i Danielle King)

### Resultats a laCopa del Món
- 2005-2006
  - 1a a la Classificació general i a les proves de Sydney, en Persecució
- 2006-2007
  - 1a a la Classificació general i a les proves de Manchester i Moscou, en Persecució
- 2008-2009
  - 1a a Manchester, en Persecució
- 2009-2010
  - 1a a la Classificació general i a les proves de Manchester i Melbourne, en Persecució
  - 1a a Manchester, en Persecució per equips
- 2010-2011
  - 1a a Manchester, en Persecució per equips
- 2011-2012
  - 1a a Cali, en Persecució per equips

## Palmarès en ruta
- 2003
  -  Campiona del Regne Unit en contrarellotge
- 2007
  -  Campiona del Regne Unit en contrarellotge
- 2009
  - 1a al Chrono champenois
- 2011
  -  Campiona del Regne Unit en contrarellotge
- 2012
  -  Campiona del Regne Unit en contrarellotge
  - 1a al Chrono champenois
  - 1a al Celtic Chrono